# Guettarda leonis
Guettarda leonis är en måreväxtart som beskrevs av Brother Alain. Guettarda leonis ingår i släktet Guettarda och familjen måreväxter. Inga underarter finns listade i Catalogue of Life.